# 牙買加 (伊利諾伊州)
牙買加（英語：Jamaica）是位於美國伊利諾伊州弗米利恩縣的一個非建制地區。該地的面積和人口皆未知。

## 地理
牙買加的座標為39°59′28″N 87°48′24″W / 39.99111°N 87.80667°W，而該地的平均海拔高度為206米（即676英尺）。